# Eladi de Toledo
Eladi de Toledo (Toledo, segona meitat del segle VI - 18 de febrer de 633) va ser una personalitat de la cort visigoda del Regne de Toledo i, després, arquebisbe de Toledo. És venerat com a sant per l'Església catòlica.
El seu pare, Eladi, estava emparentat amb la família reial goda i ocupava un càrrec important a la cort. També ell va comptar amb la confiança del rei i va ocupar el càrrec d'administrador del patrimoni del regne, llavors sota Recared. No obstant això, porta una vida austera i caritativa, marcada per una educació cristiana. El seu successor Ildefons va escriure d'ell: "encara que vestia com un seglar, vivia com un monjo".
Sovint es retirava al monestir d'Agali, prop de la ciutat, per meditar-hi i fer pregària. Va decidir de deixar els assumptes del món i va prendre l'hàbit en aquest monestir. Amb el temps, va ser-ne elegit abat, el cinquè de tots, aconseguint grans privilegis per al monestir.
A la mort del bisbe Aurasi, cap al 612, va ser elegit com al seu successor, amb el concurs de Sisebut (rei dels visigots). Va introduir reformes en la jerarquia eclesiàstica i va prendre cura de la millora del culte, a més de fer construir el temple de Santa Leocàdia. Sembla que va convocar un concili, per jutjar un bisbe de Còrdova, però no se n'han conservat les actes. Va nomenar diaca seu sant Ildefons de Toledo, que amb el temps també seria bisbe de la ciutat. Va aconsellar al rei que decretés algunes disposicions en contra de la comunitat jueva de la ciutat.
Després de la presa de poder per part de Sisenand, s'hi mostrà contrari, ja que mantenia els punts de vista polítics dels seus predecessors Sisebut i Suintila. Això va fer que el centre de decisió religiós es desplacés cap a Sevilla, on Isidor es manifestava partidari del nou rei.
Mentrestant, Eladi continua practicant la caritat i ajuda els necessitats del bisbat, mentre ell continua amb una vida austera. Morí el 633, després de divuit anys al davant de la seu, essent succeït per Just. Va ser enterrat a la basílica de Santa Leocàdia, que ell havia fet construir.